# Sofifi
Sofifi är en provinshuvudstad i Indonesien.   Den ligger i provinsen Maluku Utara, i den nordöstra delen av landet, 2 400 km öster om huvudstaden Jakarta. Sofifi ligger 22 meter över havet och antalet invånare är 36 197.
Terrängen runt Sofifi är kuperad åt sydost, men åt nordost är den platt. Havet är nära Sofifi åt nordväst. Runt Sofifi är det mycket glesbefolkat, med 4 invånare per kvadratkilometer. Närmaste större samhälle är Ternate, 19,5 km väster om Sofifi. I omgivningarna runt Sofifi växer i huvudsak städsegrön lövskog.